# Michele Bachmann
Michele Marie Amble Bachmann (pronuncia-se [ˈbɑːkmən], Waterloo, 6 de abril de 1956) é uma política e advogada dos Estados Unidos. Membro do Partido Republicano, foi representante do sexto distrito de Minnesota de 2007 a 2015.
Ela era um candidato à nomeação republicana na eleição presidencial de 2012. Bachmann atuou anteriormente no Senado de Minesota e foi a primeira mulher republicana a representar um distrito do estado no Congresso. Ela faz parte do Movimento Tea Party e um dos fundadores da Tea Party Caucus, um grupo de representantes adeptos ao movimento.
Aposentou-se da Câmara em 2015, mas afirmou que não saiu da vida pública e que continuará ativa no partido republicano.